# Pezcore
Pezcore is het debuutalbum van de Amerikaanse ska-punkband Less Than Jake. Het album werd uitgegeven op 22 augustus 1995 via het platenlabel Dill Records op cd en cassette en werd de jaren daarna door verscheidene labels heruitgegeven, onder andere door Asian Man Records (1996) en Fueled by Ramen (2002/2003).

## Nummers
Het eerste nummer op de laatste track eindigt op 2:28. Na krap een minuut stilte begint vervolgens de hidden track "Laverne and Shirley" op 3:46.
1. "Liquor Store" - 2:44
2. "My Very Own Flag" - 2:47
3. "Johnny Quest Thinks We're Sellouts" - 2:55
4. "Big" - 3:04
5. "Shotgun" - 2:56
6. "Black Coffee" - 2:24
7. "Throw the Brick" - 2:10
8. "Growing Up on a Couch" - 2:30
9. "Blindsided" - 2:50
10. "Downbeat" - 2:10
11. "Jen Doesn't Like Me Anymore" - 2:55
12. "Out of the Crowd" - 2:31
13. "Robo" - 1:33
14. "Where in the Hell is Mike Sinkovich?" - 2:13
15. "Process" - 2:39
16. "3 Quarts Drunk" - 2:05
17. "Boomtown" - 2:45
18. "Short on Ideas" - 1:47
19. "One Last Cigarette" - 4:38